# Lutidina
| Lutidina                    |                                                                                         |                                                                                         |                                                                                         |                                                                                         |                                                                                         |                                                                                         |
| Nome                        | 2,3-Lutidina                                                                            | 2,4-Lutidina                                                                            | 2,5-Lutidina                                                                            | 2,6-Lutidina                                                                            | 3,4-Lutidina                                                                            | 3,5-Lutidina                                                                            |
| Outros nomes                | 2,3-Dimetilpiridina                                                                     | 2,4-Dimetilpiridina                                                                     | 2,5-Dimetilpiridina                                                                     | 2,6-Dimetilpiridina                                                                     | 3,4-Dimetilpiridina                                                                     | 3,5-Dimetilpiridina                                                                     |
| Fórmula estrutural          |                                                                                         |                                                                                         |                                                                                         |                                                                                         |                                                                                         |                                                                                         |
| Número CAS                  | 583-61-9                                                                                | 108-47-4                                                                                | 589-93-5                                                                                | 108-48-5                                                                                | 583-58-4                                                                                | 591-22-0                                                                                |
| PubChem                     | 11420                                                                                   | 7936                                                                                    | 11526                                                                                   | 7937                                                                                    | 11417                                                                                   | 11565                                                                                   |
| Fórmula                     | C7H9N                                                                                   | C7H9N                                                                                   | C7H9N                                                                                   | C7H9N                                                                                   | C7H9N                                                                                   | C7H9N                                                                                   |
| Massa molar                 | 107,16 g·mol−1                                                                          | 107,16 g·mol−1                                                                          | 107,16 g·mol−1                                                                          | 107,16 g·mol−1                                                                          | 107,16 g·mol−1                                                                          | 107,16 g·mol−1                                                                          |
| Estado físico               | líquido                                                                                 | líquido                                                                                 | líquido                                                                                 | líquido                                                                                 | líquido                                                                                 | líquido                                                                                 |
| Descrição                   | líquido incolor a amarelo com um odor característico e consistência ligeiramente oleosa | líquido incolor a amarelo com um odor característico e consistência ligeiramente oleosa | líquido incolor a amarelo com um odor característico e consistência ligeiramente oleosa | líquido incolor a amarelo com um odor característico e consistência ligeiramente oleosa | líquido incolor a amarelo com um odor característico e consistência ligeiramente oleosa | líquido incolor a amarelo com um odor característico e consistência ligeiramente oleosa |
| Ponto de fusão              | −15 °C                                                                                  | −60 °C                                                                                  | −15 °C                                                                                  | −6 °C                                                                                   | −6 °C                                                                                   | −9 °C                                                                                   |
| Ponto de ebulição           | 162–163 °C                                                                              | 159 °C                                                                                  | 157 °C                                                                                  | 144 °C                                                                                  | 163–164 °C                                                                              | 169–170 °C                                                                              |
| pKs (o ácido conjugado BH+) | 6,57                                                                                    | 6,77                                                                                    | 6,40                                                                                    | 6,60                                                                                    | 6,46                                                                                    |                                                                                         |
| Solubilidade                | 95 g·l−1                                                                                | 350 g·l−1                                                                               |                                                                                         | solúvel                                                                                 | 33 g·l−1                                                                                | 33 g·l−1                                                                                |
| Identificação GHS           | Perigo                                                                                  | Perigo                                                                                  | Atenção                                                                                 | Atenção                                                                                 | Perigo                                                                                  | Perigo                                                                                  |
| Frases H e P                | 226 - 302 - 312 - 331 315 - 319 - 335                                                   | 226 - 301                                                                               | 226 - 302 - 312 315 - 319 - 332 - 335                                                   | 226 - 302 - 315 - 319 - 335                                                             | 226 - 302 - 310                                                                         | 226 - 302 - 312 - 332 315 - 318 - 335                                                   |

Os compostos orgânicos lutidinas formam em Química uma família de compostos, pertencente aos compostos heterocíclicos (mais precisamente: heteroaromáticos). Consistem de um anel piridina, substituído com dois grupos metila. Através de arranjo diferente resultando em seis isômeros constitucionais com a fórmula C7H9N. A 2,6-lutidina é o isômero mais comum.

## Propriedades
As lutidinas são líquidos de incolores a coloração amarela com um odor característico e consistência ligeiramente oleosa. São solúveis em água, etanol, éter dietílico e acetona. Os compostos são classificados como prejudiciais, sendo dois dos isômeros considerados tóxicos.
Por oxidação dos grupos metilo formam-se os respectivos ácidos piridinodicarboxílico. Apenas no isômero 2,4 o nome trivial “lutidina” é aplicado ao produto, sendo o ácido piridina-2,4-dicarboxílico chamado ácido lutidínico, passando os nomes dos outros cinco isômeros a ter uma origem diferente.